# 松嶋耕一
松嶋 耕一（まつしま　こういち、1968年9月1日 -）は、日本の実業家。YKK株式会社代表取締役社長（2025年4月就任予定）。

## 来歴・人物
大阪府出身。
1991年3月大阪経済大学経済学部卒業、同年4月YKK入社。
2017年4月副社長ファスニング事業本部長、2021年取締役副社長営業本部長などを歴任。
2025年4月より同社代表取締役社長に就任予定。
欧州、中国やアジアの現地法人での勤務があり、ファスニング事業の海外でのブランド価値向上を図った。
創業家以外からの社長就任は3人目となる。